# Fallen Sanctuary
Fallen Sanctuary è il secondo album in studio del gruppo musicale progressive metal austriaco Serenity.
Tutti i pezzi sono stati scritti da Buchberger, Hirzinger e Neuhauser.

## Tracce
1. All Lights Reversed – 6:18
2. Rust of Coming Ages – 4:30
3. Coldness Kills – 5:28
4. To Stone She Turned – 4:59
5. Fairytales – 4:54
6. The Heartblood Symphony – 5:27
7. Velatum – 4:29
8. Derelict – 4:26
9. Sheltered (By the Obscure) – 5:00
10. Oceans of Ruby – 4:16
11. Journey's End (Limited Edition Bonus Track) – 5:01

## Formazione
- Georg Neuhauser - voce, backing vocals
- Thomas Buchberger - chitarra solista, chitarra ritmica, voce
- Mario Hirzinger - tastiera
- Simon Holzknecht - basso
- Andreas Schipflinger - batteria

## Crediti
- Oliver 'Mr. Monstermail' Philipps - Orchestral arrangements and additional keyboards
- Jan Vacik - Drum and bass recordings and additional pianos
- Sandra Schleret - Female vocals
- Maggo Wenzel - Death vocals